# Giro dell'Emilia 1927
Il Giro dell'Emilia 1927, sedicesima edizione della corsa, si svolse il 4 settembre 1927 su un percorso di 286 km. La vittoria fu appannaggio dell'italiano Domenico Piemontesi, che completò il percorso in 9h32'00", precedendo i connazionali Alfredo Binda e Allegro Grandi.
I corridori che tagliarono il traguardo di Bologna furono 17.

## Ordine d'arrivo (Top 10)
| Pos. | Corridore           | Squadra         | Tempo    |
| ---- | ------------------- | --------------- | -------- |
| 1    | Domenico Piemontesi | Bianchi-Pirelli | 9h32'00" |
| 2    | Alfredo Binda       | Legnano-Pirelli | a 15"    |
| 3    | Allegro Grandi      | Ivse-Pirelli    | a 16'45" |
| 4    | Francesco Lagosteno | Ganna-Dunlop    | s.t.     |
| 5    | Luigi Giacobbe      | Wolsit-Pirelli  | s.t.     |
| 6    | Marco Giuntelli     | Bianchi-Pirelli | a 16'55" |
| 7    | Antonio Negrini     | Wolsit-Pirelli  | a 25'25" |
| 8    | Arturo Bresciani    | Bianchi-Pirelli | a 33'00" |
| 9    | Bartolomeo Aymo     | Mifa Olympic    | a 33'10" |
| 10   | Alessandro Catalani | Wolsit-Pirelli  | a 35'30" |